# إيكاترينا بيشكوفا
إيكاترينا بيشكوفا (بالروسية: Бычкова, Екатерина Андреевна) مواليد 5 يونيو 1985 في موسكو، هي لاعبة كرة مضرب روسية بدأت مسيرتها كمحترفة سنة 2000 تلعب باليد اليمنى وصلت إلى المرتبة 153 (5 أغسطس 2013) في تصنيف رابطة محترفات كرة المضرب.

## روابط خارجية
- إيكاترينا بيشكوفا على موقع رابطة محترفات التنس (الإنجليزية)
- إيكاترينا بيشكوفا على موقع الاتحاد الدولي لكرة المضرب (الإنجليزية)
- إيكاترينا بيشكوفا على موقع خلاصة التنس.كوم (الإنجليزية)
- إيكاترينا بيشكوفا على موقع إي إس بي إن.كوم (الإنجليزية)